# Rainbow Cafe
『Rainbow Cafe』（レインボウ・カフェ）は、忌野清志郎 Little Screaming Revue2枚目のスタジオ・アルバム。1998年10月14日発売。2008年12月17日にはSHM-CD仕様で再発。

## 解説
忌野清志郎 Little Screaming Revue名義の2枚目のアルバム。ポリドール・レコード移籍第一弾。ライブでお馴染みだった「ひどい雨」、竹中直人に提供した「危ないふたり」、1997年のSMAPに提供した「弱い僕だから」（木村拓哉ソロ曲）も収録。

## 収録曲
作詞･作曲：忌野清志郎（特記以外）
作詞･作曲：忌野清志郎・三宅伸治（2.4.7.8.9）
1. 世の中が悪くなっていく
2. サンシャイン・ラブ
  - 先行シングル曲。アルバム・バージョン。
3. キューピッド
4. 鶏肌（チキンスキン）
5. ギビツミ
6. 弱い僕だから
  - 1997年にSMAPへ提供される前、1970年代初期から1979年頃までのRCサクセションのステージで演奏されていた。
7. エンジン・トラブル・ブギ
8. ひどい雨
  - シングル「サンシャイン・ラブ」カップリングとは別テイク。
9. イロイロ
10. Make Up My Mind
11. イキなリズム
12. 溶けるように
13. 危ないふたり